# Hookeria divaricata
Hookeria divaricata là một loài Rêu trong họ Hookeriaceae. Loài này được Dozy & Molk. mô tả khoa học đầu tiên năm 1854.